# IC 213
IC 213 ist eine Balken-Spiralgalaxie vom Hubble-Typ SBb im Sternbild Widder nördlich der Ekliptik. Sie ist schätzungsweise 370 Mio. Lichtjahre von der Milchstraße entfernt und hat einen Durchmesser von etwa 205.000 Lj.
Im selben Himmelsareal befindet sich u. a. die Galaxie IC 212.
Das Objekt wurde am 29. Dezember 1893 vom französischen Astronomen Stéphane Javelle entdeckt.